# 650 Fifth Avenue
650 Fifth Avenue (antes conocido como el Edificio Piaget o la Fundación Edificio Pahlavi) es un edificio de un 36 pisos y 150 metros de altura en el borde de Rockefeller Centro, hacia la calle 52 en Nueva York.
Fue diseñado por John Carl Warnecke & Asociados para la Fundación Pahlavi Fundación, administrada por el shah de Irán, Muhammad Reza Pahlavi, “para buscar los intereses benéficos de Irán en Estados Unidos”. Tras la revolución iraní en 1979, la República Islámica de Irán buscó para tomar control del Shah  propiedad, incluyendo las ventajas del Pahlavi Fundación, el cual estuvo rebautizado el Alavi Fundación.
Inquilinos quién arrendó espacial en 650 Quinta Avenida Ivan incluido F. Boesky, la codicia “infame-es-Wall Street” bueno speculator quién estuvo condenado de insider comerciando en 1987, y Marc Rico, un billionaire comerciante de aceite cuya invención del mercado de aceite del sitio hizo su fortuna y cambió la economía mundial.[cita requerida]